# Platense (edad)
El Platense o SALMA Platense (del  inglés South American land mammal ages) es una edad mamífero de América del Sur, división establecida para definir una escala geológica de tiempo para la fauna de mamíferos sudamericanos. Su límite inferior se sitúa en los 0,0085 Ma, mientras que su límite superior se ubica en los 0,0015 Ma.
Comprende los mamíferos que habitaron en la época holocénica tardía, hasta el primer registro de fauna introducida por los conquistadores europeos, es decir: el caballo europeo (Equus ferus caballus) la vaca (Bos primigenius taurus), la oveja (Ovis orientalis aries) y, posteriormente, la liebre (Lepus europaeus). Este último conjunto comprende una biozona especial la cual no es considerada por el Comité Argentino de Estratigrafía, pero es clave pues limita la parte superior del Platense, y ayuda a reconocer este periodo destacado en los estudios arqueológicos.
El término sinónimo del Platense, y al mismo tiempo el que señala su taxón definitorio, es, para algunos autores, la biozona de Ozotoceros bezoarticus, y para otros, la biozona de Lagostomus maximus.
Acompañan a Ozotoceros bezoarticus y Lagostomus maximus, Lama guanicoe, Cavia aperea, Ctenomys, etc.
Se ha propuesto como sección de referencia a la zona del arroyo Napostá Grande (chacra Santo Domingo). El estrato tipo es la parte superior de la Secuencia Agua Blanca.
Los sedimentos fluviolacustres del Platense que corresponden a la unidad estratigráfica continental de la formación Luján que se encuentra en los cauces y depresiones de la cuenca del río Salado bonaerense, fueron definidos como «Miembro Río Salado».
Algunos investigadores colocan el límite Lujanense-Platense en torno a los 11 000 AP.

## Sucesión de las edades mamífero de América del Sur
| Predecesor: Lujanense | Platense (edad) Edades mamífero de América del Sur | Sucesor: Reciente |